# Mike Moran
Michael Moran (Leeds, 4 marzo 1948) è un produttore discografico e musicista britannico.

## Biografia
Ha rappresentato il Regno Unito all'Eurovision Song Contest 1977 insieme a Lynsey de Paul col brano Rock Bottom, classificandosi al secondo posto. Ha lavorato con Dana Gillespie, Joe Cocker, Rosemary Clooney, George Harrison, Lulu, Freddie Mercury, Madeline Bell, Leano Morelli, Kate Bush, Extreme. 

## Nelle band
Sul finire degli anni settanta entra a far parte dei Gillan, per un breve periodo, dopodiché inizia una prolifica collaborazione con Eugenio Finardi, che durerà fino al 1982. Dal 1986 al 1991 fa parte del gruppo statunitense Heart.